# Limoniidae
Limoniidae je najveća od četiri porodice dugonogih muva, sa više od 10.700 vrsta u više od 150 rodova. Neke studije su sugerisale da je to parafiletska grupa, pri čemu su neki pripadnici bliže povezani sa Tipulidae i Cylindrotomidae nego sa drugim članovima ove porodice. Limonidne muve se obično mogu razlikovati po načinu na koji se krila drže u mirovanju. One obično drže/savijaju krila duž zadnjeg dela tela, dok ih druge dugonoge muve obično drže pod pravim uglom. Snežne mušice (rod: Chionea) kao što je Chionea scita uopšte nemaju krila. Limoniidi su takođe obično manji od drugih dugonogih muva, sa nekim izuzecima.
U Srbiji je prisutna ova porodica, ali ne postoje detaljna istraživanja. Za sada ima oko 15 registrovanih vrsta kod nas, a jedna od najčešće nalaženih je Limonia phragmitidis.